# S'Heretat
S'Heretat és una possessió del municipi d'Algaida, a Mallorca. També és coneguda com a Can Caleta i antigament formava part de l'antiga possessió de S'Estacar avui anomenada Son Veny.
Tingué el seu origen a principis del segle xvi quan la família Sastre d'Estacar, per afavorir l'inici d'un nucli de població, decidiren establir 7 parcel·les d'unes 5 quarterades d'extensió. A principis del segle xvii, s'edificà la capella de S'Heretat per ajudar a consolidar aquest petit nucli de població, que fou reservada en propietat per la família Sastre d'Estacar, juntament amb una quarterada i mitja que l'envoltava fins a finals del segle passat, en què, ja ruïnosa, fou venuda. El 1966 les cases foren restaurades. Els establits donaren lloc, a més de les cases de S'Heretat pròpiament dites, a Son Catalí, Can Carreró, Can Fiol, Can Volta, Can Vic i Son Bauçà.

## Construccions
Les cases de S'Heretat actual estaven en estat quasi ruïnós quan foren restaurades i s'introduïren elements característics de l'arquitectura castellana. Criden l'atenció els dos portals forans, encara que queda bastant clar que el principal és el que queda més centrat a la façana; en canvi, el que està situat vora el forn primitiu de coure pa degué sorgir amb la reforma duita a terme l'any 1966, així com l'accés posterior, resolt mitjançant una curta escalonada que comunica amb la planta alta, ja que el terreny natural és molt més elevat a la façana posterior, encarada a mestral. De l'interior cal destacar la cuina amb el primitiu pinte, situada a nivell inferior, i a la sala gran, dues escales que comuniquen una amb el dormitori situat damunt la cuina i l'altra amb la planta alta.
Damunt el coster del puig de S'Heretat, que el camí va resseguint per arribar a les cases, hi ha dues eres de batre, una pròpia de S'Heretat i l'altra, comuna a les possessions que sorgiren dels antics establits. Des d'aquestes eres es domina una bella panoràmica de la contrada que queda emmarcada pel puig de Son Redó i el de Son Veny, d'una banda, i la serra de Galdent, amb el puig de ses Bruixes, el puig de sa Potada des Gegant i el puig de Son Roig per l'altra. Passades aquestes eres i a l'altre vessant del coster hi ha un pletó poblat d'alzines amb dues petites barraques de roter, utilitzades per tancar-hi el bestiar i que són de construcció prou interessant.
Vora les cases i a una trentena de metres hi ha les ruïnes de l'antiga capella de S'Heretat. Era de dimensions més aviat reduïdes i coberta de volta, que encara es pot entreveure al relleu dels murs de càrrega exteriors, que és pràcticament l'única que queda de la capella. Tenia una planta superior que albergava la cambra-dormitori per als oficiants i a la part posterior baixa la sagristia, juntament amb altres dependències. A l'exterior encara es conserva l'antic forn de coure pa amenaçat per la soca d'un corpulent pi comú. El culte a aquesta capella va durar fins a finals del segle passat. D'aquesta capella es conserven una partida d'ornaments a les cases de Son Calet, tocant a Randa, que són les cases menors de la possessió de Son Veny; entre aquests objectes podem destacar les calaixeres de la sagristia i un valuós quadre el segle xvi que representa el Pare Etern. La campana, en canvi, quedà a la capella i arran de les reformes de les cases de l'any 66 aprofitaren per col·locar-la damunt la teulada.